# 廃盤
廃盤（はいばん）は、CDやレコード、DVDなどのメディア商品を販売カタログから削除し、販売店内の在庫とレコード会社内の全在庫を廃棄・償却すること。
書籍出版でいう「絶版」に相当する。また工業製品一般の製造終了については、台帳から製品番号（品番）を抹消することから「廃番（はいばん）」と呼んで区別する。ただしこの3つの言葉は意味や発音が類似するため、一般には厳密に区別せず混用されている場合も多い。

## 概要
レコード（アナログ盤）の時代は、「廃盤」とはプレス原盤（メタルマスタ）の廃棄を意味しており、「品切れ」とは明確に区分されていた。金属製のプレス原盤の作成と保管には結構な手間と費用が掛かるため、追加生産するほどの需要がないタイトルはコストカットを理由に廃盤とされていた。なお、遅くとも1990年にはCD-DAへの完全移行によりレコード盤での新譜の発売は限定盤を除いて打ち切られているため、それまでに発売されたタイトルは厳密に廃盤となっている。
日本では契約にのっとりタイトルの発売があらかじめ決められるため、廃盤の理由としてアーティスト・原盤製作者（音楽出版社）や映像製作者（映画会社など）とレコード会社・ビデオメーカー間の販売契約が終了（満了）し、売上不振などの理由で更新されないことによるものがほとんどである。音楽ソフトでは時限再販期間を経過すると売上が鈍化するため、コンスタントにリリースする歌手でなければ契約の満了により廃盤となる。販売会社の倒産により廃盤となる場合もあるが、回収費用などの負担が困難な場合は流通在庫に残る場合がある。なお、生産枚数や販売期間をあらかじめ定めた初回生産限定版や期間限定生産においても追加生産を行わないことを前提としているため、出荷や販売期間が終了次第廃盤となる。
代表曲と最新シングル曲を中心に構成された演歌・歌謡曲歌手のベスト・アルバムも、名称に歌手名と西暦に「全曲集」と組み合わせただけのものも多く、毎年発売される年刊に近い形式を採り、売り上げに関わらず最新盤が発売されたと同時に前年盤は廃盤となる。
その他の理由として、音楽ソフトでは人種差別や極度の猥歌など表現の問題（やしきたかじんのデビューシングル「娼婦和子」など。→放送禁止歌）や、アーティストや音楽製作者の不祥事によるものがある。犯罪を犯した克美しげる・酒井法子・ASKA、ゴーストライター問題が発覚した佐村河内守は不祥事が発覚してから即座にレコード会社との専属契約が解除され、当該アーティスト単体の音楽ソフト（コンピレーション盤除く）がすべて廃盤扱いとなり、流通在庫から処分された。また、「記念樹」が事実上の盗作であることが認められたため、担当出版社のフジパシフィック音楽出版が著作権管理委託元のJASRACに削除申請を行った為、カバー版が入ったコンピレーション盤も含めた当該曲が入った音楽ソフト全作品が廃盤となった事例がある。このため、カバー版が入ったアルバム作品の殆どは、削除および別曲への差し替えを行った上で順次再生産された。
映像ソフトでも、『南部の唄』（黒人差別への配慮上の理由）、『スウィートホーム (映画)』（監督と制作会社の著作権を巡るトラブル）、『怪奇大作戦』（24話「狂鬼人間」が入った1994年以前のVHS・LD作品）、『テレビドラマ版金田一少年の事件簿』の有名作家のトリックを盗用した原作エピソードの映像作品を収録したビデオ（最初に発売されたVHSソフトのみが該当）、『ジョジョの奇妙な冒険OVA版』の一部話を収録したDVD（イスラム教に対する不適切な描写）などが、人気低迷およびビデオメディアの需要低下以外の理由で廃盤となった事例がある。
また、同一の内容でより画質・音質を高めたものや、より使い勝手の良いメディアへ移行したものを発売したため、旧来方式で発売されたものを廃盤とすることもある。
日本国外のレコード会社の場合、廃盤商品をカットアウト盤として流通させる場合がある。これは市場価値が著しく低下したために廃盤を余儀なくされた商品に対し、ジャケットや外装に穴を開けたり切り込みを入れたりして（=cut out）、ディスカウント商品として市場に流すものである。

## 生産中止
廃盤が在庫や版権を含めたすべてを廃棄・償却するのに対し、生産中止というものがある。書籍の品切重版未定と同義であり、文字通り工場で追加生産が行われない状態を指す。販売自体はしているが、生産を中止した商品なのでメーカー側には在庫が無く、問屋の流通倉庫や店頭のみに在庫が残されている場合が多い。レコード会社と契約継続中のアーティストの過去のタイトルに多く見られる。
ただし、1990年代に「生産中止」となったシングルレコードを集めたコンピレーション・アルバム「恋すれど廃盤」シリーズが日本コロムビアからリリースされていた。

## 再発売
日本のレコード会社では原盤権など権利関係をクリアさせることで、生産中止や廃盤となったタイトル（アルバム）を後年にQ盤などの廉価版やR盤（オンデマンドCD、MEG-CDなど）でオリジナルのまま再発売することがある。また、ディレクターの企画によってリマスタリングを施してベスト・アルバムやコンプリートボックス、コンピレーション・アルバムに収録され、再び日の目を見ることも多い。2000年代からはメジャーレコード会社の合同企画『ゴールデン☆ベスト』が開始されたことにより、アイドルを中心とした数多くの邦楽アーティストの音源が再び日の目を見ている。また、パッケージ販売によらず音楽配信で入手できるタイトルもある。
前述の不祥事を起こした人物も、実刑を終えて出所したり、執行猶予期間を満了した後に再発売されることがある。
また、普及することなく終わった規格（HD DVDなど）やユーザーから不評を受けた規格（コピーコントロールCDなど）のみで発売されたソフトは、これらの規格で発売されたものを廃盤としてよりポピュラーな規格や使い勝手の良い規格（前者はBlu-ray Disc、後者は通常のCD）で再リリースされることもある。
レコード会社の清算により廃盤となった作品については、収録曲のマスター音源を他のレコード会社や音楽出版社が引き取り、他のレコード会社で再発売される場合もある。